# Handball Club Bruck
Pour les articles homonymes, voir Bruck.
Le Handball Club Bruck est un club de handball situé à Bruck an der Mur en Autriche.

## Palmarès
Compétitions nationales
- Championnat d'Autriche (2) : 1997, 1998
- Coupe d'Autriche (1) : 1993